# Bierleitung
Als Bierleitungen werden in Restaurants, Festzelten oder auf Volksfesten Schläuche oder Rohrleitungen bezeichnet, durch welche in größeren Fässern oder Tanks an externen Stellen gelagertes Bier zu den einzelnen Zapfhähnen an den Theken geleitet wird. Als Bier-Pipelines werden längere Bierleitungen bezeichnet, die z. B. zwei räumlich getrennte Betriebsteile, z. B. die Lagerung und die Abfüllung, miteinander verbinden.
Wie bei kleineren Zapfanlagen auch, wird der Fluss des Bieres durch Druckgas (wie z. B. CO2) unterstützt.
Räumlich ausgedehnte Bierleitungs-Systeme bieten unter anderem auch die Möglichkeit, bei Verwendung größerer Tanks und Fässer mit hoher Füllmenge, gleichzeitig mehrere Schankstellen zu versorgen, ohne dass dort ständig ein Fasswechsel erfolgen muss. Zudem steht so im Thekenbereich mehr Platz zur Verfügung. Die für den Transport des Bieres benötigten Leitungen, die nicht selten bis zu 50 Meter lang sein können, waren früher teilweise offen verlegte, durchsichtige Schläuche.
Bierleitungen gehören wie andere Apparate der Getränketechnologie zu den Getränkeschankanlagen. Diese sind gemäß DIN 6650-6 regelmäßig zu reinigen. Als Orientierungsrichtlinie gilt in Deutschland ein Intervall von 7 Tagen. Die Zuständigkeit für die Betriebssicherheit und Hygiene solcher Anlagenteile liegt beim Betreiber. Spezifische Anzeigepflichten für Bierleitungen, z. B. durch den Hersteller oder Sachkundigen, bestehen nicht.

## Beispiele
In der Veltins-Arena werden unter den Tribünen in vier Tanks insgesamt 52.000 Liter Bier gelagert und über ein Leitungssystem auf 32 Ausschankstellen verteilt.
Einer modernen Legende zufolge erhielt der Physiker Niels Bohr als Anerkennung für seine Leistungen von der Brauerei Carlsberg ein Haus direkt neben der Brauerei, inklusive einer Bierleitung, um ständig versorgt zu sein. Obwohl über diese Geschichte breit berichtet wurde, entspricht sie nicht den Fakten. Bohr erhielt zwar das stattliche Haus des verstorbenen Firmengründers und auch eine lebenslange Bierversorgung von der Firma Carlsberg, aber ohne eine Leitung. Mit der Technologie der Zeit ohne entsprechendes Druckgas hätte das Bier schon nach einigen Metern Leitung nicht mehr frisch, sondern schal geschmeckt.

## Bier-Pipelines

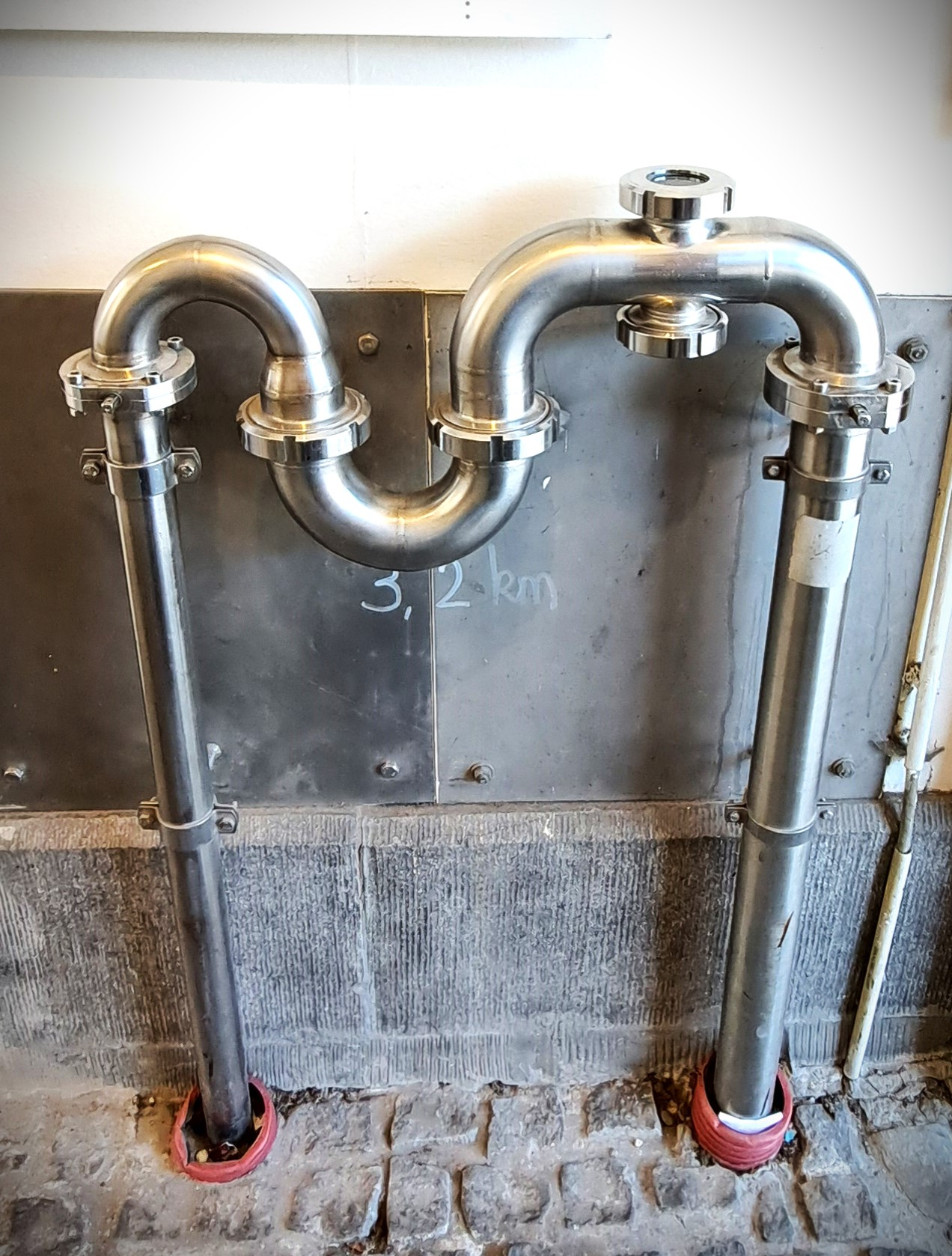
Revisionsstück der Bier-Pipeline der Brauerei De Halwe Maan in Brügge, im Eingangsbereich des Schanklokals in der Innenstadt, aufgenommen im April 2025

Ein paar wenige sehr lange Bierleitungen werden auch als Bierpipelines bezeichnet. Ein prominentes Beispiel findet sich in Brügge, wo 2016 eine gut drei Kilometer lange Leitung aus Polyethylen von der Brauerei De Halve Maan in der historischen Altstadt zu einer Abfüllanlage außerhalb in Betrieb genommen wurde. Grund für das rund 4 Millionen Euro teure Projekt waren nicht ökonomische Erwägungen, sondern das Bestreben, den Einsatz von Tank-LKWs durch die historisch gepflasterten Gassen einzuschränken. Etwa 500 Fahrten im Jahr konnten so vermieden werden. Die Leitung führt in einer Tiefe von bis zu 35 Metern unter den Grachten der Stadt hindurch. Planung, Bau und Inbetriebnahme der Leitung wurden zur Werbung genutzt, so dass rund 300.000 Euro der Kosten über Crowdfunding finanziert werden konnte. Heute finden sich auch touristische Hinweise darauf.
Eine noch längere Bier-Pipeline bedient seit 2017 das Wacken-Open-Air-Festival in Schleswig-Holstein. Sie ist rund sieben Kilometer lang und besteht ebenfalls aus Polyethylen. Hier war das Ziel, LKW-Anlieferverkehr durch das während der Veranstaltung belebte Gelände und die damit einhergehende Schädigung und Verschlammung der Wiese zu vermeiden. Gleichzeitig wurden auch Wasser-, Abwasser- und Stromleitungen verlegt. Das gesamte Projekt kostete rund eine Million Euro.
Ähnliche Pipelines gibt es auch bei anderen großen Musikfestivals, etwa dem Hellfest in Frankreich. Seit 2010 versorgt die Paulaner-Brauerei ihre Festzelte auf dem Oktoberfest in München mit einer Bierpipeline. Zwischen externen Tanks aus sind Ringleitungen unter den Zelten verlegt, die zu den einzelnen Zapfstellen führen. Pro Zelt können 15 Liter in der Minute gezapft werden.